# Per Svensson (målare)
Per Svensson, född 23 november 1860 i Köpinge socken, Kristianstads län, dödsår saknas, var en svensk målare.
Han var son till åbon Sven Nilsson och Hanna Olsdotter. Svensson studerade vid Konstakademien 1881–1883. Han medverkade bland annat i konstutställningen på Valands i Göteborg 1886 och utställningen Skånsk konst som visades i Landskrona 1925 och jubileumsutställningen i Landskrona 1929 där han visade upp porträtten av stadsarkitekten Frans Ekelund och stadskamreren Edvin Svensson. Hans konst består av landskapsmålningar och porträtt.  